# Bruna da Silva
Bruna Stéfani Teixeira da Silva (ur. 28 lipca 1998) – brazylijska judoczka.
Startowała w Pucharze Świata w 2016. Siódma na mistrzostwach panamerykańskich w 2018. Brązowa medalistka igrzysk Ameryki Południowej w 2018 roku.